# Waltham on the Wolds
Waltham on the Wolds is een plaats en civil parish in het bestuurlijke gebied Melton, in het Engelse graafschap Leicestershire.

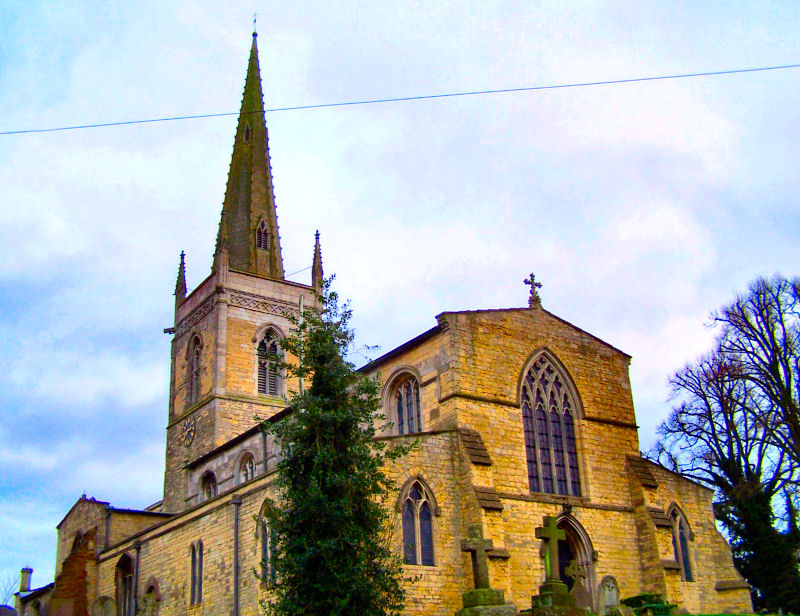
Kerk van de parish
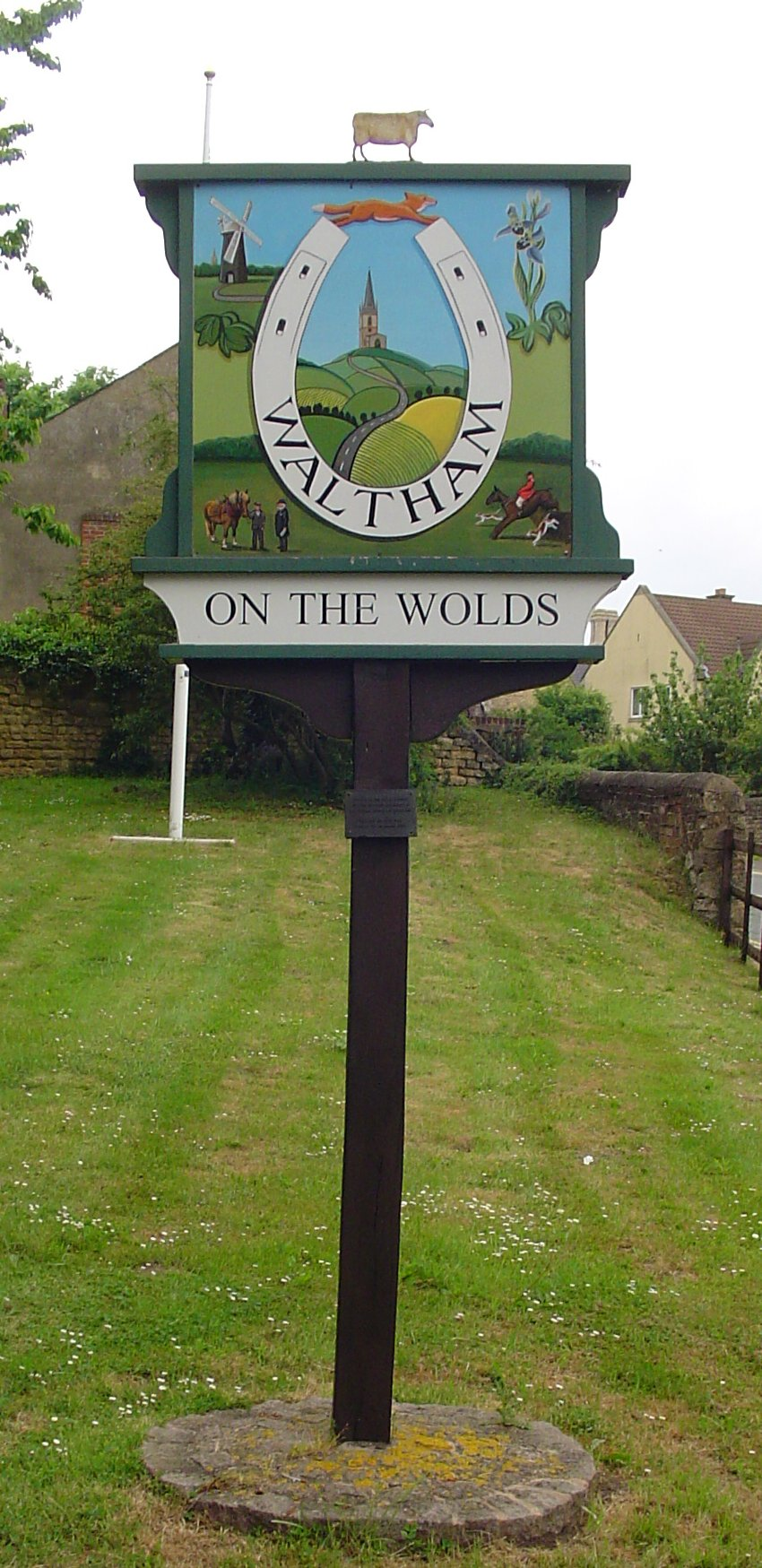